# Паголь
Паго́ль (фр. Pagolle) — коммуна во Франции, находится в регионе Аквитания. Департамент — Атлантические Пиренеи. Входит в состав кантона Пеи-де-Бидаш, Амикюз и Остибар. Округ коммуны — Байонна.
Код INSEE коммуны — 64441.

## География
Коммуна расположена приблизительно в 680 км к юго-западу от Парижа, в 185 км южнее Бордо, в 55 км к западу от По.

### Климат
Климат тёплый океанический. Зима мягкая, средняя температура января — от +5°С до +13°С, температуры ниже −10 °C бывают редко. Снег выпадает около 15 дней в году с ноября по апрель. Максимальная температура летом порядка 20-30 °C, выше 35 °C бывает очень редко. Количество осадков высокое, порядка 1100 мм в год. Характерна безветренная погода, сильные ветры очень редки.

## Население
Население коммуны на 2010 год составляло 261 человек.
| 1962 | 1968 | 1975 | 1982 | 1990 | 1999 | 2010 |
| ---- | ---- | ---- | ---- | ---- | ---- | ---- |
| 360  | 317  | 316  | 289  | 267  | 254  | 261  |

## Администрация
| Период | Период | Фамилия         | Партия | Примечания |
| ------ | ------ | --------------- | ------ | ---------- |
| 1989   | 2020   | Габриэль Лопепе |        | фермер     |

## Экономика
В 2010 году среди 159 человек трудоспособного возраста (15-64 лет) 113 были экономически активными, 46 — неактивными (показатель активности — 71,1 %, в 1999 году было 65,1 %). Из 113 активных жителей работали 102 человека (52 мужчины и 50 женщин), безработных было 11 (7 мужчин и 4 женщины). Среди 46 неактивных 11 человек были учениками или студентами, 24 — пенсионерами, 11 были неактивными по другим причинам.

## Достопримечательности
- Церковь Успения Божьей Матери (1893 год)[4]

## Фотогалерея

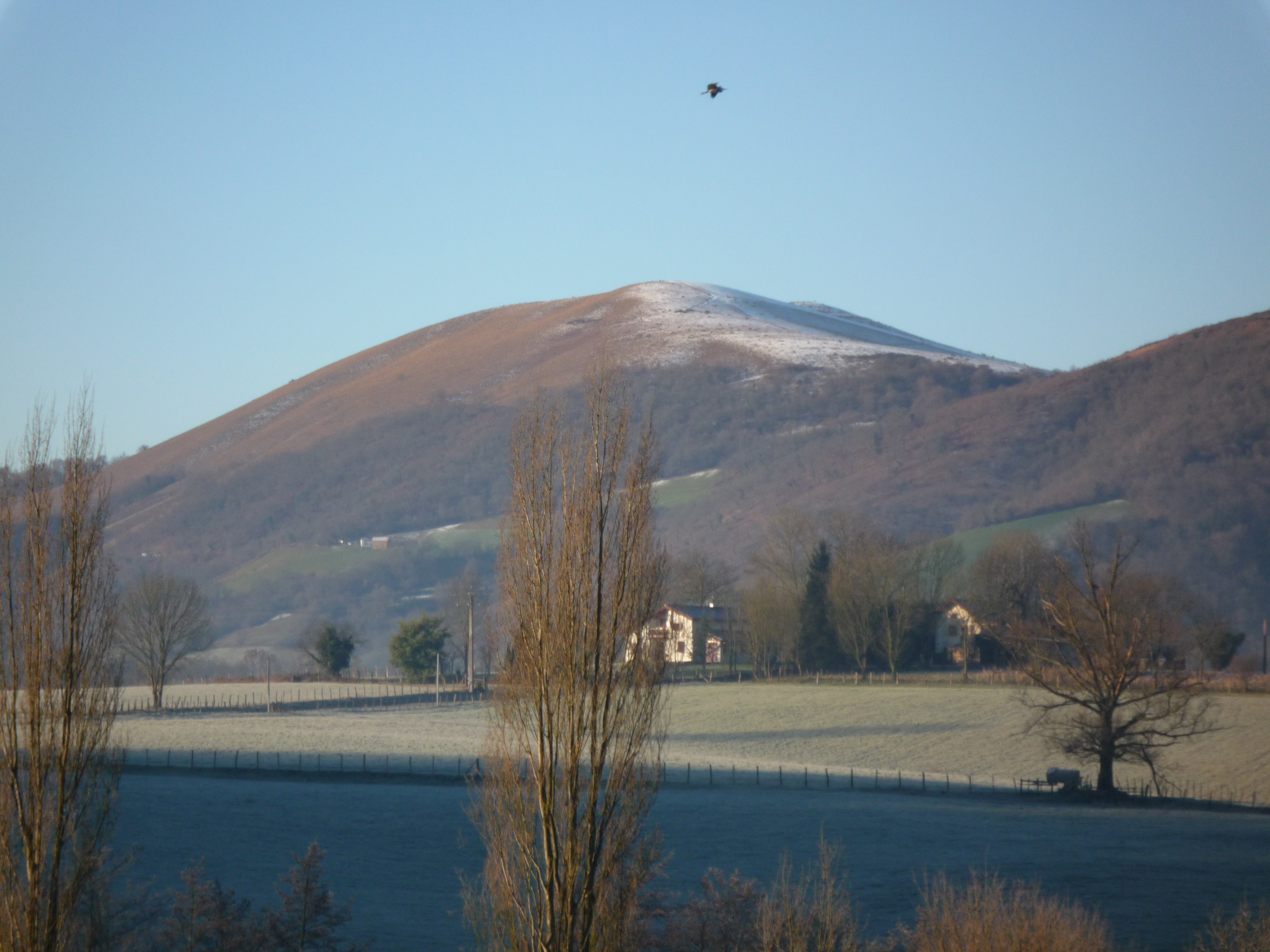
Гора Меальзю
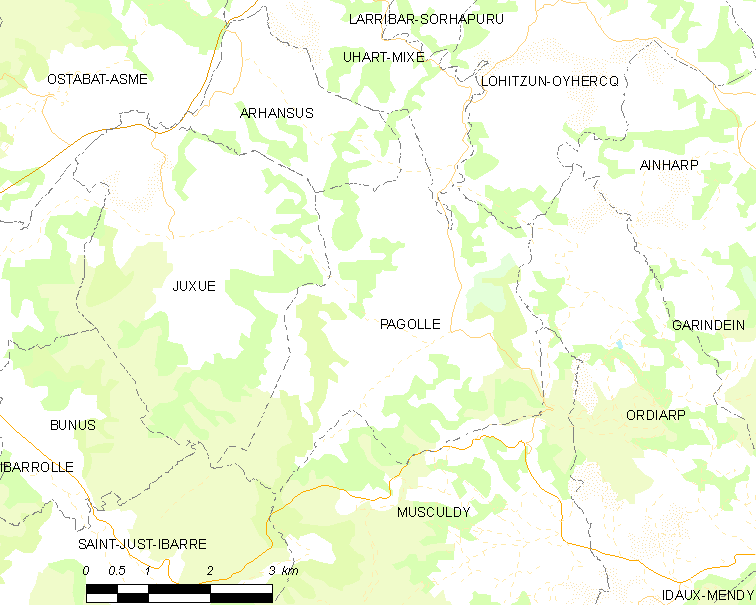
Карта коммуны